# グナエウス・ポンペイウス・トログス
グナエウス・ポンペイウス・トログス（Gnaeus Pompēius Trōgus）は、紀元前1世紀ローマの歴史家。『ピリッポス史』（Historiarum Philippicarum、邦訳では『地中海世界史』）の著者。

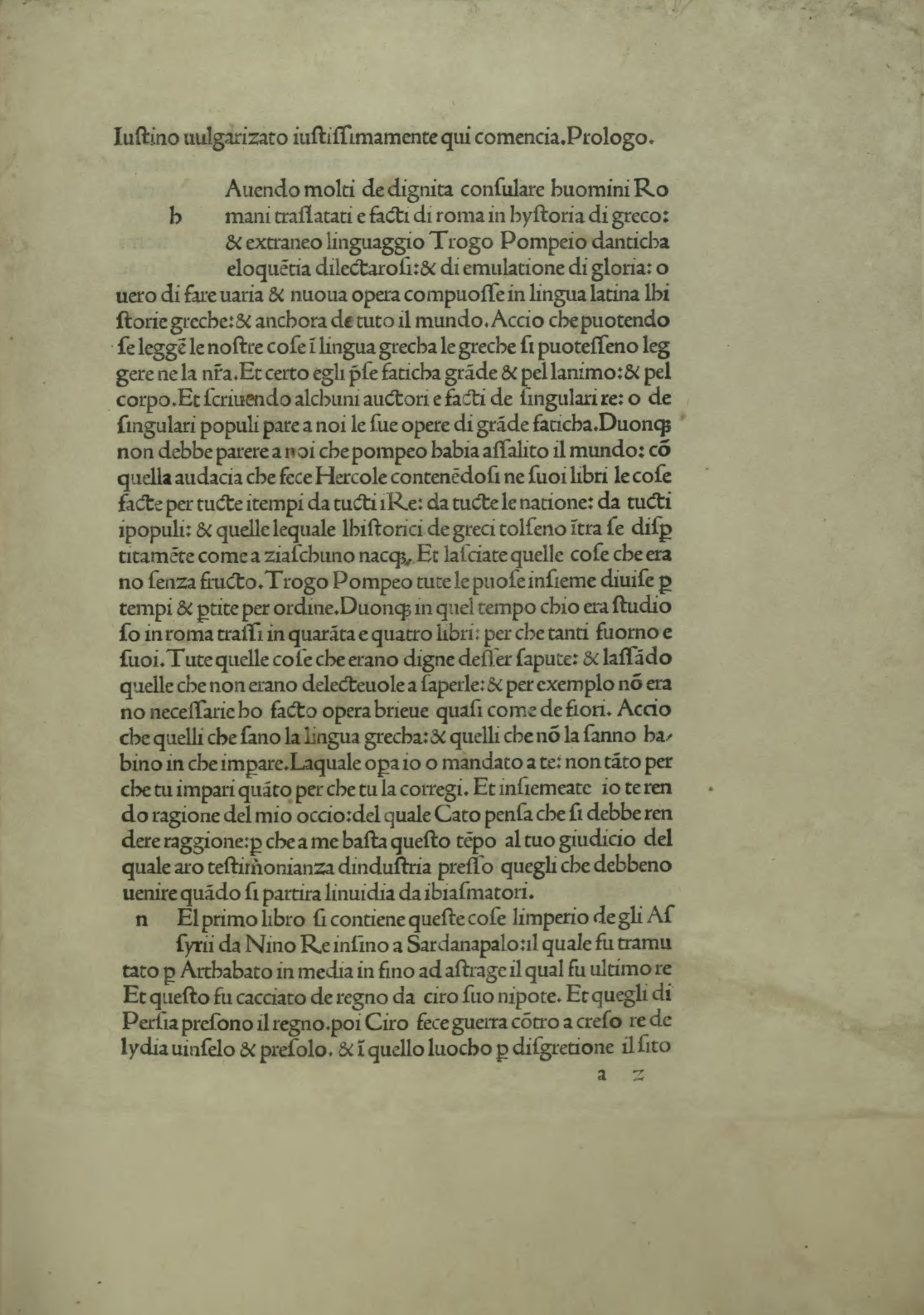
Epitome historiarum Trogi Pompeii

## 概略
トログスの祖先はガリア・ナルボネンシスのケルト人種族であるウォコンティ族にさかのぼる。彼の祖父にあたるトログス・ポンペイウスは、セルトリウス戦争でグナエウス・ポンペイウスのもとで戦ってローマ市民権を得た。おじも同じポンペイウスのもとで、父はガイウス・ユリウス・カエサルのもとでローマ軍将校として活躍した、という。
トログスの著作として、『ピリッポス史』の他には『動物について』（De animalibus）があり、後者は若干の断片が大プリニウスの『博物誌』に収録されている。

## 歴史観
トログスの著書として最も知られている『ピリッポス史』は、紀元前19年から2年の間に書かれたものと想定される。3世紀にはユニアヌス・ユスティヌスにより抄録が作られ、その形で後世に残るが、『ピリッポス史』自体は残っていない。トログスはウェッレイウス・パテルクルス、クルティウス・ルフス、ウァレリウス・マクシムスなどのラテン語の歴史書に引用され、アウグスティヌスやオロシウスなどに参照され、カッシオドルスやイシドールスの文中にも利用された形跡がある。
この歴史書には政治史だけでなく自然誌・民族誌・地誌が含まれており、人間の歴史は自然誌の一部であるという態度がうかがわれる。同じことはヘロドトスやポセイドニオスらギリシア人の歴史家の考え方や、カエサルの『ガリア戦記』やコルネリウス・タキトゥスの『ゲルマニア』などのローマの歴史書の記述に共通すると考えられる。
古代ローマだけでなく地中海をめぐる世界全体の歴史について、個々の歴史家が記述したことを時代順に、また事態のつながりをたどってまとめたところに、トログスの歴史の特徴がある。これはポリュビオスがその『歴史』（Historiae）の中で自覚的に採用し、ポセイドニオスを通じてトログスが引き継いだものであり、やがては「普遍史　Universalgeschichtsschteibung」としてB・G・ニーブールやJ・G・ドロイゼン、A・v・グートシュミットなどのドイツ史家に復権される視点である。
サルスティウスの影響を受けて、同時代のローマについては悲観的な感想を持ち、ローマは古来の共和制の美質を失いつつあり、没落して次の帝国に取って代わられるのではないか、と考えていた。教会史家ヒェロニムスはトログスの作品を推奨に値する歴史書としてあげ、「帝権の変遷・継承」説はヒェロニムスの年代記によってキリスト教徒に伝えられる。

## 日本語訳
- ポンペイウス・トログス / ユスティヌス抄録『地中海世界史』 合阪學 訳、京都大学学術出版会〈西洋古典叢書〉、1998年。ISBN 978-4876981076